# شهرستان نورآباد، ازبکستان
ناحیهٔ نورآباد، ازبکستان (به ازبکی: Nurobod District) یک منطقهٔ مسکونی در ازبکستان است که در نورآباد کامسامال‌آباد واقع شده‌است.